# Abandono de basura

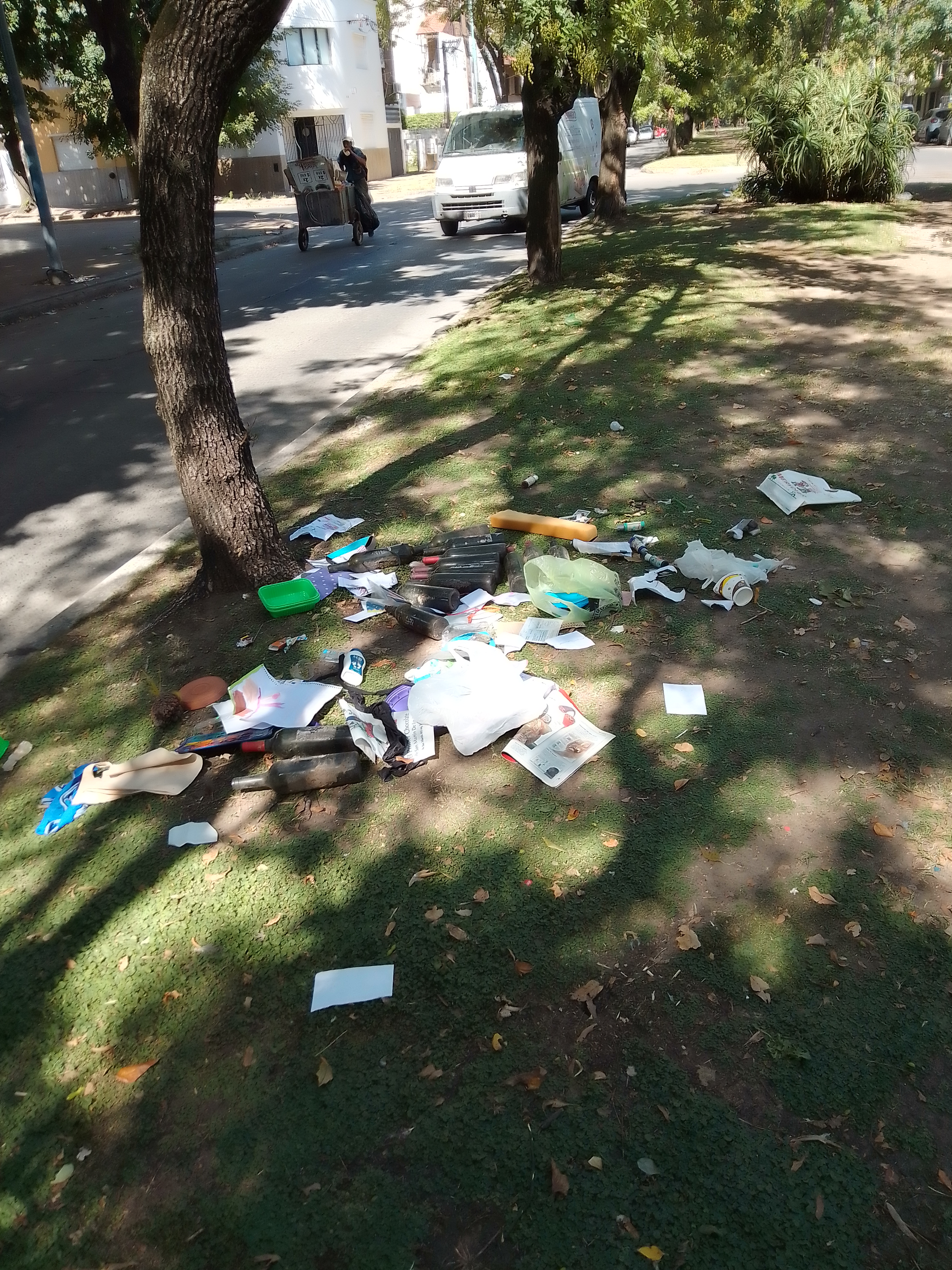
Basura abandonada en La Plata, Argentina.

La basura abandonada consiste en productos de desecho que han sido desechados incorrectamente, sin consentimiento, en un lugar inadecuado. Es un  grave problema ambiental en muchos países. La basura puede existir en el medio ambiente durante largos períodos de tiempo antes de la descomposición y afectar la calidad de vida.

## Causas
Los niveles de población, la densidad del tráfico y la proximidad a los sitios de eliminación de desechos son factores que se saben correlacionados con tasas más altas de basura. Según un estudio de la organización holandesa VROM, el 80% de las personas afirma que "todo el mundo deja un papel, lata o algo así, en la calle". Los jóvenes de 12 a 24 años generan más basura que la persona promedio (holandesa o belga); solo el 18% de las personas que regularmente arrojan basura tenían 50 años o más. Sin embargo, una encuesta de 2010 sobre tirar basura en Maine, New Hampshire y Vermont en los Estados Unidos, colocó a los tiradores de basura de 55 años o más en menos del 5%. El mismo estudio observacional estimó que el 78% de los que tiran basura son hombres. También, se ha estudiado que la presencia de basura invita a tirar más basura.
Con independencia de la responsabilidad individual sobre el abandono de basura, el aumento creciente de los residuos dispersos tiene que ver con la generalización y uso masivo de productos de usar y tirar, en particular envases de un solo uso no retornables. En concreto, la legislación europea ha identificado las botellas para bebidas, que son productos de plástico de un solo uso, como uno de los artículos que se encuentran con más frecuencia entre la basura marina de las playas en la Unión Europea, estableciendo medidas de responsabilidad ampliada del productor para los fabricantes y distribuidores de dichas botellas.
Distintos fabricantes y distribuidores comercian y promocionan la venta productos envasados, y otros objetos de consumo, en lugares en los que no hay sistemas de recogida para esos residuos.

### Modelo de proceso de dos etapas
El modelo de proceso de dos etapas del comportamiento de tirar basura describe las diferentes formas en que las personas tiran basura. El modelo fue propuesto por los investigadores Chris Sibley y James Liu y diferencia entre dos tipos de basura: activa y pasiva.

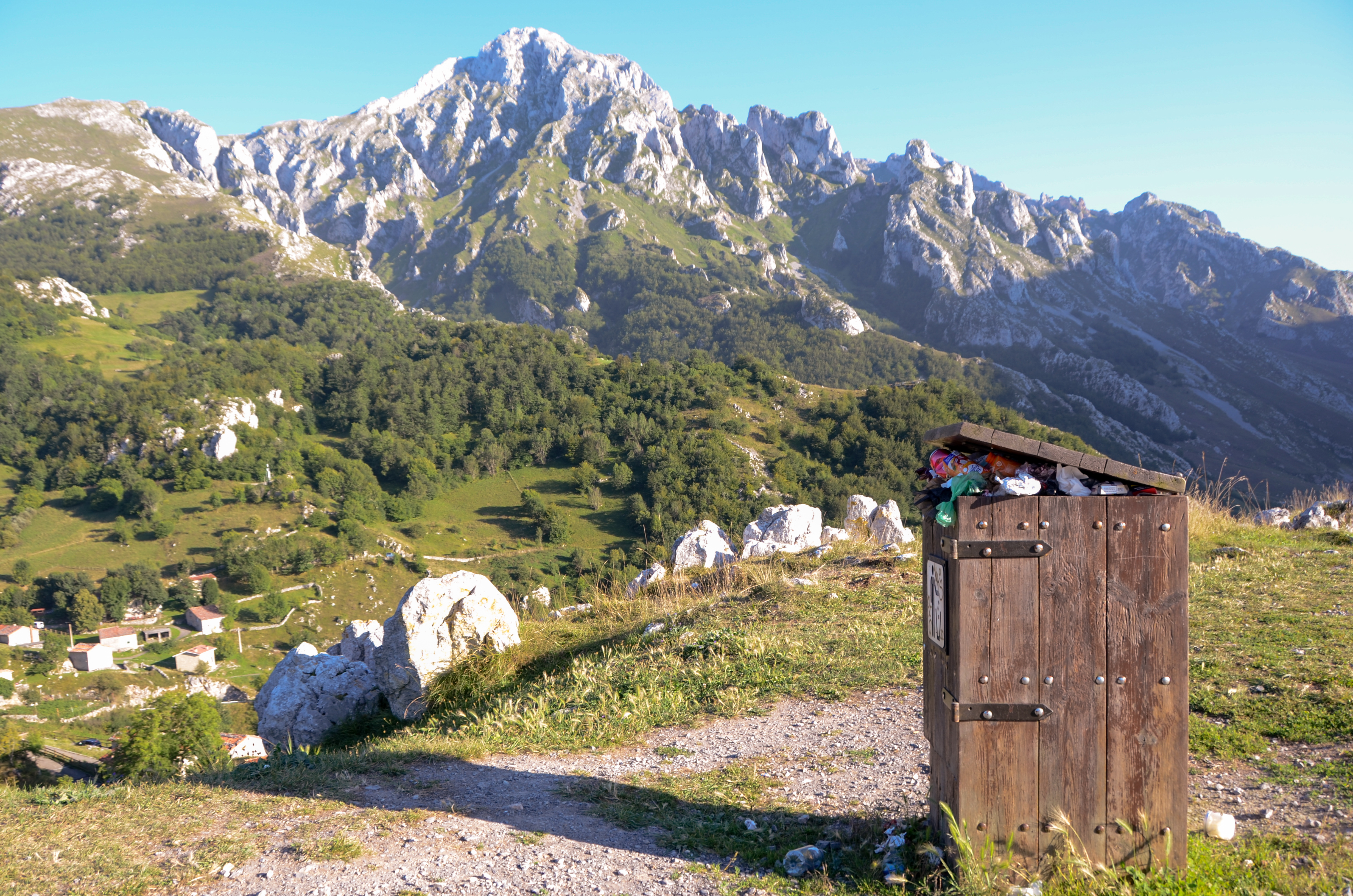
Papelera en el medio natural que actúa como fuente de basuras dispersas o basuraleza

La teoría tiene implicaciones para comprender los diferentes tipos de intervenciones de reducción de basura que son más efectivos en un entorno determinado. La teoría establece que, en igualdad de condiciones, la basura pasiva será más resistente al cambio debido a dos procesos psicológicos:
1. la difusión de la responsabilidad que aumenta a medida que la latencia entre el momento en que un individuo deposita la basura en el medio ambiente y el momento en que abandona el territorio,
2. olvido, que también es más probable que ocurra en retrasos más prolongados entre el momento en que un individuo coloca basura en el medio ambiente y cuando abandona el territorio.

Parte de la basura dispersa en la naturaleza proviene de sistemas deficientes de recogida, donde una dotación inadecuada de contenedores o una frecuencia escasa de retirada de su contenido ocasiona acumulaciones descontroladas de residuos, que se dispersan al medio natural. Un ejemplo son los contenedores en medio rural y áreas recreativas o las papeleras en espacios naturales.

### Colillas de cigarrillos
Las colillas de cigarrillos son el artículo que más tira basura en el mundo, con 4,5 billones desechados cada año. En el censo 2021 de basura en las playas de provincia de Buenos Aires, Argentina, las colillas representaron casi el 20% del total de basura registrada. Las estimaciones sobre el tiempo requerido para que las colillas de cigarrillos se descompongan varían, desde cinco años hasta 400 años para una degradación completa.
En este sentido, la legislación española establece que los Ayuntamientos podrán regular limitaciones de fumar en las playas, que se podrán sancionar en las Ordenanzas Municipales con arreglo al régimen de infracciones y sanciones de la Ley 7/2022, de 8 de abril, de residuos y suelos contaminados para una economía circular.

## Ciclo vital
La basura abandonada puede permanecer visible durante largos períodos de tiempo antes de que finalmente se biodegrade, y algunos artículos hechos de vidrio condensado, espuma de poliestireno o plástico posiblemente permanezcan en el medio ambiente durante más de un millón de años.
Alrededor del 18% de la basura, que generalmente viaja a través de los sistemas de aguas pluviales, termina en los arroyos, ríos y vías fluviales locales. La basura no recolectada puede acumularse y fluir hacia los arroyos, bahías locales y estuarios . La basura en el océano se lava en las playas o se acumula en giros oceánicos como el Gran Parche de Basura del Pacífico. Alrededor del 80 por ciento de los desechos marinos provienen de fuentes terrestres.
Eventualmente, la basura abandonada se convierte en basura dispersas definida como tale en la Ley 7/2022, de 8 de abril, de residuos y suelos contaminados para una economía circular: «Basura dispersa»: residuos no depositados en los lugares designados para ello y que acaban abandonados en espacios naturales o urbanos, requiriendo de una operación de limpieza ordinaria o extraordinaria para restablecer su situación inicial.
En una estrategia de greenwashing se propuso utilizar la palabra "Basuraleza", desviando la atención sobre la responsabilidad legal establecida en las directivas europeas para fabricantes y distribuidores de productos de plástico de un solo uso y otros productos que con su uso se convierten en residuos.

### Basuraleza

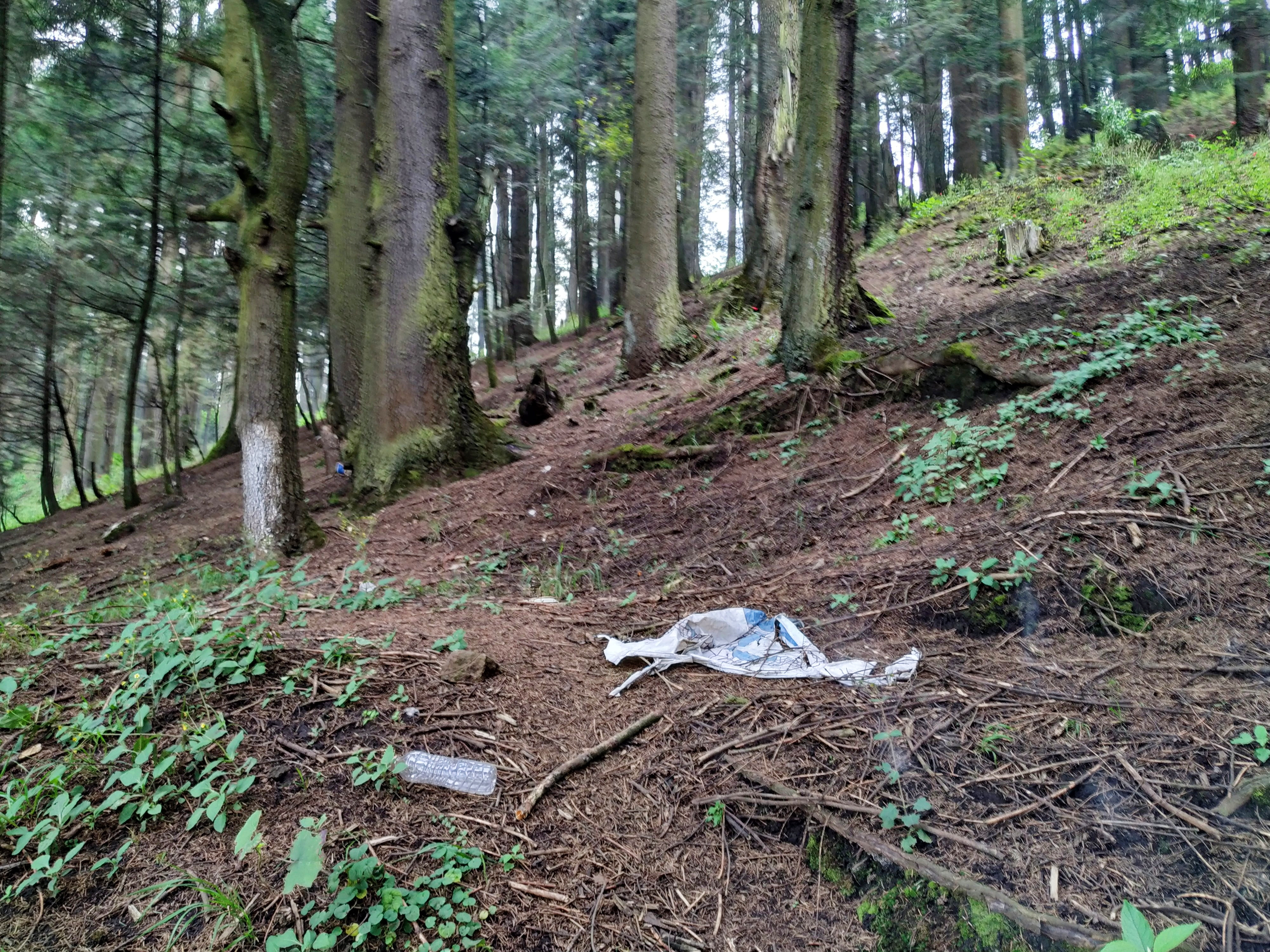
Basura dispersa en La Marquesa, México (2019).

La basuraleza son los residuos generados por el ser humano y abandonados en los entornos naturales, generalmente siendo dañinos o contaminantes para la flora y fauna del ecosistema. Entre la basuraleza más común están las latas de aluminio, las botellas de plástico, las cajas de cartón y otros productos del plástico como cubertería y pajillas (o cañitas o popotes o pitillos ) de usar y tirar. También artículos grandes y peligrosos como llantas, electrodomésticos, productos electrónicos, baterías y grandes contenedores industriales a veces se arrojan en lugares aislados como los bosques y otros entornos, degradándolos. Sin embargo, son las colillas de cigarrillos el elemento más desechado como basuraleza en el mundo, con 4.5 trillones anuales. Las estimaciones sobre el tiempo requerido para que las colillas de cigarrillos se descompongan varían, que van desde 5 a 400 años para una degradación completa.
Es un impacto humano en el medio ambiente y sigue siendo un problema medioambiental grave en la mayoría de los países del mundo. La basura puede existir en el medio ambiente durante largos períodos de tiempo antes de degradarse y transportarse a grandes distancias a los océanos del mundo. La basuraleza puede afectar la calidad de vida de personas humanas y no-humanas. 

#### Terminología
Es una contracción gramatical (portmanteau) de «basura» y «naturaleza». Fue creado en 2008 por el Proyecto Libera, de SEO/BirdLife en alianza con Ecoembalajes España S.A. (Ecoembes). Pese a la campaña de propaganda y los bulos, el término no ha sido aceptado por la RAE.
El origen de la palabra coincide con la revisión de la «responsabilidad ampliada del productor», un principio jurídico que implica a quienes ponen en el mercado productos que con su uso se convierten en residuos tienen obligaciones legales sobre su recogida, gestión, tratamiento y los costes asociados a los mismos. En relación con las basuras dispersas esta responsabilidad ampliada del productor cristaliza con obligaciones concretas para que los productores de determinados productos de plástico se hagan cargo de los costes de la limpieza de los vertidos de basura dispersa generada por dichos productos y su posterior transporte y tratamiento. Estas obligaciones, para el caso de los plásticos, se recogen en la conocida como Directiva de plásticos de un solo uso. En España están recogidos en la Ley 7/2022, de 8 de abril, de residuos y suelos contaminados para una economía circular.
El motivo principal para la creación de esta palabra era visibilizar un problema social como es la contaminación  del medio ambiente con basura. Además en la lengua castellana no existía una palabra para denominar a aquellos residuos depositados inadecuadamente en un lugar no-deseado, como en inglés litter (a diferencia de waste, «basura» en general). Dado que sí existía el concepto «basura dispersa» la promoción del término basuraleza por parte del sistema de responsabilidad ampliada del productor de envases ligeros (Ecoembes) podría ser una de las maniobras de distracción descritas en el «Hablan Basura: El manual corporativo de soluciones falsas a la crisis del plástico» de la fundación Changing Markets.
Esta estrategia sería similar a la desarrollada por la controvertida organización Keep America Beautiful, financiada por varias industrias relacionadas con productos de usar y tirar para desviar la atención del problema corporativo y centrar el problema sobre el usuario final. En su caso, apoyada por la industria del tabaco, acuñó el término litterbug para un uso similar al de basuraleza: evitar obligaciones legales que restringieran la actividad de los fabricantes y distribuidores, centrado la responsabilidad en el usuario final.

## Efectos
La basura abandonada puede tener un impacto perjudicial en los seres humanos y el medio ambiente de diferentes maneras.

### Efectos en la salud
Los materiales peligrosos encapsulados dentro de artículos de basura vertidos ilegalmente pueden filtrarse en las fuentes de agua, contaminar el suelo y contaminar el aire. Los productos peligrosos desechados, los productos químicos, los neumáticos, los desechos punzantes y los patógenos resultantes de la basura pueden causar daños accidentales a los seres humanos.
Los neumáticos y recipientes abiertos, como vasos de papel, paquetes de alimentos de cartón, botellas de bebidas de plástico y latas de bebidas de aluminio pueden convertirse en un caldo de cultivo para insectos y roedores vectores que pueden transmitir enfermedades a los humanos.
La liberación de distintos aditivos presentes en los residuos, como por ejemplo bisfenoles y ftalatos que acompañan a los polímeros plásticos de los envases liberan sustancias con efecto de disrupción endocrina. Estas sustancias son bioacumuladas y biomagnificadas en los ecosistemas, tal y como demuestra un estudio sobre la concentración de estas sustancias en tortugas.
Los desechos que caen de los vehículos son una causa cada vez mayor de accidentes automovilísticos.

### Efectos sobre la economía
La basura también conlleva un costo sustancial para la economía. Limpiar la basura en los EE. UU. cuesta cientos de dólares por tonelada, aproximadamente diez veces más que el costo de la eliminación de basura, con un costo total de alrededor de $ 11 mil millones por año.

### Efectos sobre la vida silvestre
Los animales pueden quedar atrapados o envenenarse con la basura en sus hábitats. Las colillas de cigarrillos y los filtros son una amenaza para la vida silvestre y se han encontrado en los estómagos de peces, aves y ballenas, quienes los han confundido con comida. También los animales pueden quedar atrapados en la basura y sufrir graves molestias. Por ejemplo, el plástico que se utiliza para mantener unidas las latas de bebidas puede enredarse en el cuello de los animales y provocar que se asfixien a medida que crecen. Otros casos en los que la basura podría dañar a los animales incluyen vidrios rotos que laceran las patas de perros, gatos y otros mamíferos pequeños.
El proyecto Midway: Message from the Gyre del fotógrafo Chris Jordan ilustra los efectos de determinados restos de plástico en la avifauna marina, especialmente en las poblaciones de albatros.

### Incendios forestales
La basura abandonada puede causar incendios, particularmente el vidrio y los metales.

### Otros efectos
La basura orgánica en grandes cantidades puede causar la contaminación del agua y provocar la proliferación de algas. Los cigarrillos también pueden provocar incendios si no se apagan y luego se desechan en el medio ambiente.
La contaminación visual es un efecto importante de la basura abandonada.

## Soluciones

Señal de "No tirar basura" como se usa en los EE. UU.

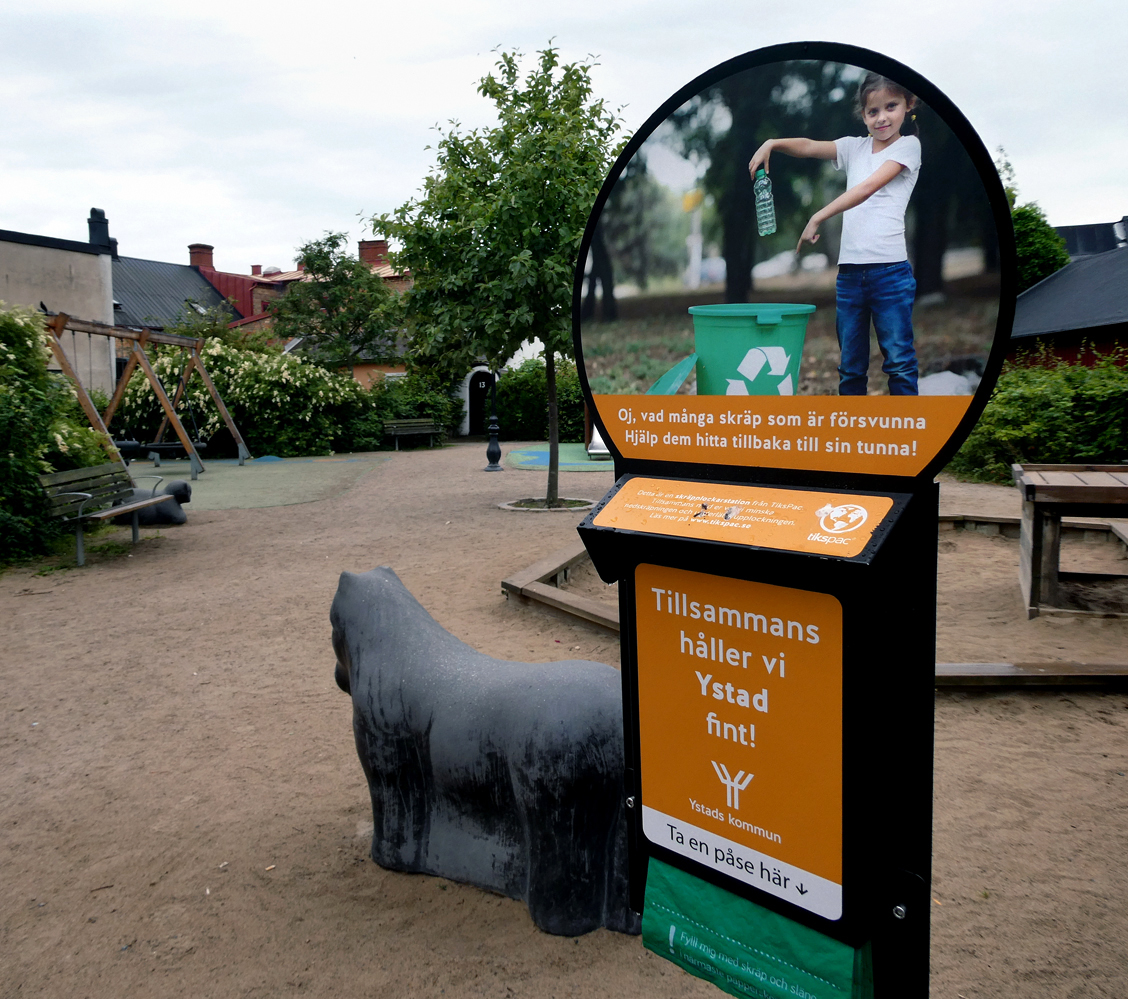
Soporte para bolsas de basura en un parque infantil en el centro de Ystad 2020, una iniciativa del municipio para dejar de tirar basura en lugares públicos.

### Limpieza

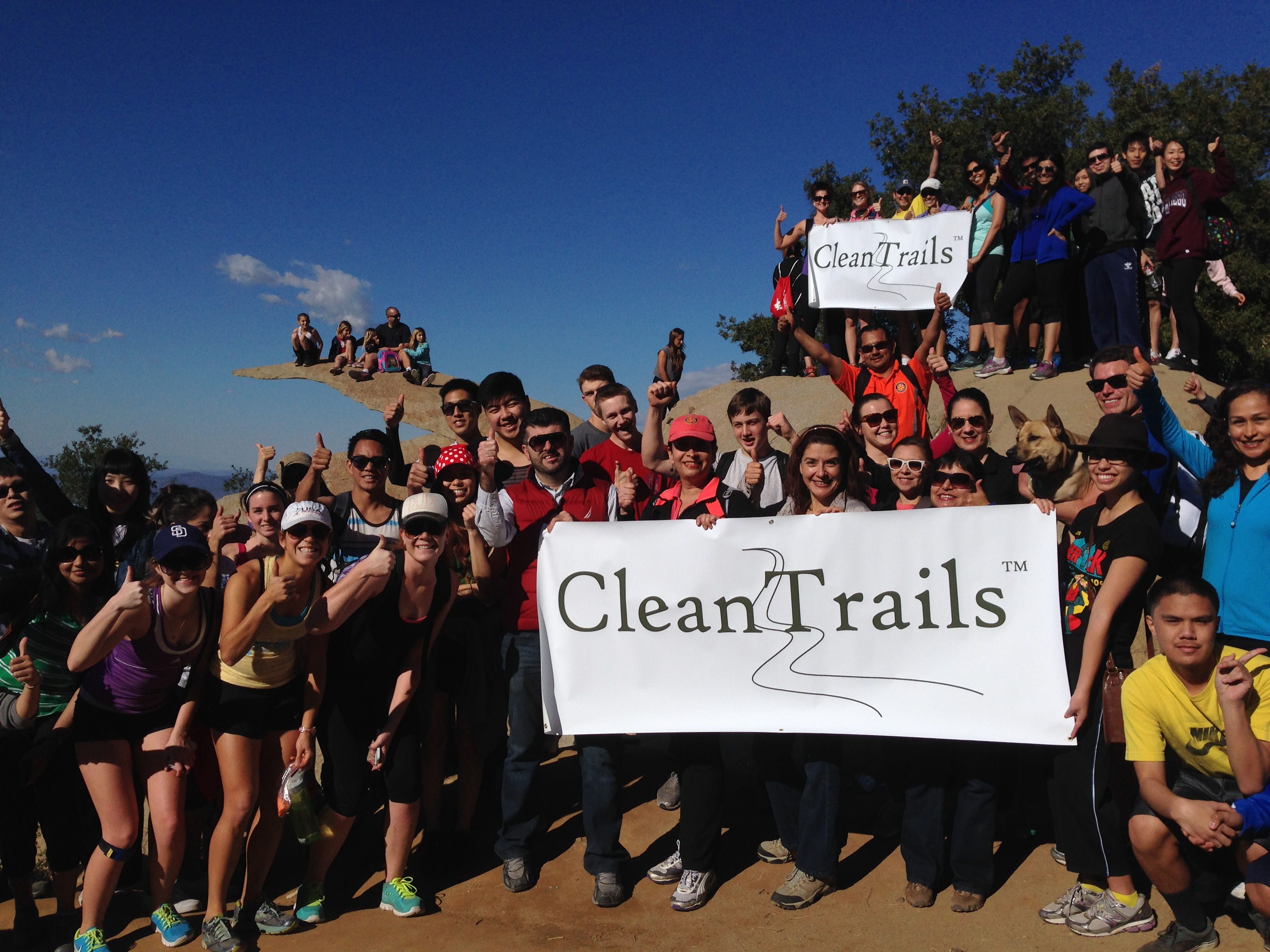
Voluntarios en limpieza completada en ruta de senderismo

Las limpiezas consisten en actividades de voluntarios, a veces solos o coordinados a través de organizaciones, que recogen la basura y la desechan. Existen muchos grupos con el objetivo de crear conciencia y realizar campañas que incluyen eventos de limpieza. El Día Mundial de la Limpieza es una campaña mundial. TrashTag y Plogging son ejemplos de movimientos de basura a escala individual.
Las limpiezas del Día de la Tierra se han llevado a cabo en todo el mundo desde 1970. En 2019, Earth Day Network se asoció con Keep America Beautiful y National Cleanup Day para la limpieza inaugural del Día de la Tierra a nivel nacional. Las limpiezas se llevaron a cabo en los 50 estados, 5 territorios de EE. UU., 5300 sitios y contaron con más de 500 000 voluntarios.
En América del Norte, son populares los programas Adopt a Highway, en los que empresas y organizaciones se comprometen a limpiar tramos de carretera. Keep America Beautiful ha realizado limpiezas de basura llamadas Great America Cleanup desde 1998 en más de 20,000 comunidades en todo el país.
En Kiwayu, una isla de Kenia, parte de la basura recolectada (chancletas) se usa para hacer arte, que luego se vende.
En Australia, el Día de Limpieza de Australia cuenta con el apoyo de muchas de las principales empresas, firmas y voluntarios australianos por igual. Las organizaciones contra la basura incluyen " Keep Australia Beautiful ", fundada en 1963. Creó la popular campaña "Haz lo correcto" y su competencia Tidy Towns se hizo muy conocida como una expresión muy competitiva de orgullo cívico.
Keep Britain Tidy es una campaña británica dirigida por la organización benéfica ambiental Keep Britain Tidy, financiada en parte por el gobierno del Reino Unido.

### Trampas de basura

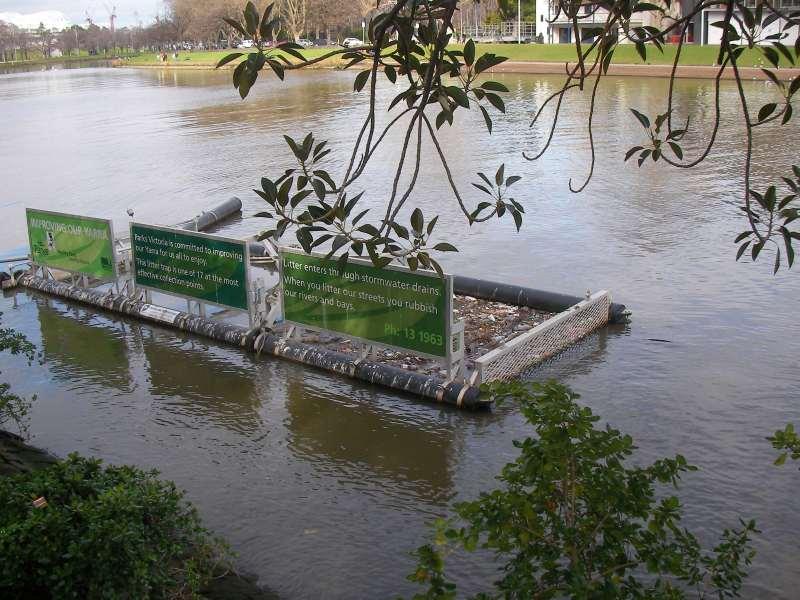
Una trampa de basura de Parks Victoria en el río para atrapar basura flotante en el río Yarra en Birrarung Marr en Melbourne, Australia.

Las trampas para basura se pueden usar para capturar la basura a medida que sale de los desagües de aguas pluviales hacia las vías fluviales. Sin embargo, las trampas para basura solo son efectivas para artículos de basura grandes o flotantes y requieren mantenimiento. Una encuesta reciente sobre la basura en la cuenca mostró una diferencia en la composición de la basura de la calle y la basura de las aguas pluviales.

### Monitoreo de vertederos ilegales
Cada vez más, se han realizado esfuerzos para utilizar la tecnología para monitorear las áreas propensas a los vertidos. En Japón, un estudio utilizó Sistemas de Información Geográfica (SIG) para mapear áreas de vertido en función de las características del sitio. Otro estudio utilizó imágenes satelitales para detectar posibles vertederos ilegales.

### Legislación sobre envases
La legislación sobre depósitos de contenedores puede tener como objetivo tanto reducir la basura como fomentar la recolección a través de programas locales de reciclaje que ofrecen incentivos, en particular para latas de aluminio, botellas de vidrio y botellas de plástico . En Nueva York, un proyecto de ley de botellas ampliado que incluía botellas de agua de plástico aumentó las tasas de reciclaje y generó 120 millones de dólares en ingresos para el Fondo General del estado a partir de depósitos no reclamados en 2010.
En algunos países, como Alemania y los Países Bajos, se ha introducido una legislación de depósito para envases en latas y botellas de plástico. Partes de Bélgica también están considerando adoptar dicha legislación. De este modo, las personas pueden recaudar dinero con valor de reembolso de este tipo de residuos. El resultado de esto es que en Alemania apenas se pueden encontrar latas o botellas de plástico a lo largo de la carretera. En los Países Bajos, la cantidad de basura se ha reducido considerablemente desde que se implementó la nueva ley y ahora se recicla el 95% de las botellas de plástico. Según Chris Snick, los ingresos que se pueden obtener de la recogida de residuos pueden ser económicamente rentables en países donde se ha introducido la legislación de depósito de contenedores: en 1 hora consiguió recoger 108 latas y 31 botellas de plástico, lo que le reportó 13,90 euros (0,10 €). por lata/botella de plástico). En comparación, en países donde solo se reembolsaría el valor del aluminio, por ejemplo, 139 latas rendirían solo 1,72 euros (0,0124 euros por lata; asumiendo que hay 15 gramos de aluminio en una lata, y con chatarra de aluminio valorada en 0,8267 euros/kg).

### Multas
Algunos países y autoridades locales han introducido multas para abordar el problema.
Las acciones que resultan en multas pueden incluir multas en el acto para personas efectuadas por funcionarios autorizados en lugares públicos o en el transporte público o arrojar basura desde un vehículo, en las que se multa al propietario del vehículo, informado por el funcionario responsable o un tercero, a veces en línea.
Existe legislación específica en los siguientes países:

#### Estados Unidos
Abandonar basura es punible con una multa mínima de $ 200 y una multa máxima de $ 1,000 o incluso más en algunos estados por una primera ofensa, servicio comunitario o ambos, según lo establecen los estatutos estatales y las ordenanzas de la ciudad. Los 50 estados tienen leyes contra la basura, con varias multas, servicio comunitario y/o encarcelamiento como posible castigo.

#### Reino Unido
Dejar basura es un delito según la Ley de Protección Ambiental de 1990. Esto fue ampliado por la Ley de Medio Ambiente y Vecindarios Limpios de 2005 en virtud de la sección 18. Conlleva una pena máxima de £2500 en caso de condena. Sin embargo, muchas autoridades locales emiten avisos de sanciones fijas en virtud de la sección 88 de la Ley de Protección Ambiental de 1990.

#### Países Bajos
La policía holandesa y los supervisores locales (conocidos como buitengewoon opsporingsambtenaar, o BOA) multan a los ciudadanos por tirar latas, botellas o envoltorios en la calle.

#### España
Se consideran infracciones muy graves, con multa desde 100.001 euros hasta 3.500.000 euros o si se trata de residuos peligrosos desde 600.001 euros hasta 3.500.000 euros:
- El abandono, incluido el de la basura dispersa («littering»), el vertido y la gestión incontrolada de residuos peligrosos.
- El abandono, incluido el de la basura dispersa («littering»), el vertido y la gestión incontrolada de cualquier otro tipo de residuos, siempre que se haya puesto en peligro grave la salud de las personas o se haya producido un daño o deterioro grave para el medio ambiente o cuando se haya producido en espacios protegidos.
Se consideran infracciones graves, con multa desde 2.001 euros hasta 100.000 euros, si se trata de residuos peligrosos la multa será desde 20.001 euros hasta 600.000 euros:
- El abandono, incluido el de la basura dispersa («littering»), el vertido y la gestión incontrolada de cualquier tipo de residuos no peligrosos sin que se haya puesto en peligro grave la salud de las personas o se haya producido un daño o deterioro grave para el medio ambiente

## Historia
A lo largo de la historia de la humanidad, las personas han desechado materiales no deseados en las calles, los bordes de las carreteras, en pequeños vertederos locales o, a menudo, en lugares remotos. Antes de las reformas dentro de las ciudades a mediados y finales del siglo XIX, el saneamiento no era una prioridad del gobierno. Las crecientes pilas de desechos llevaron a la propagación de enfermedades.
La legislación contra la basura parece haber existido en la antigua Grecia, como lo demuestra un marcador de carretera descubierto en la isla de Paros, que lleva la inscripción "quien arroja su basura en la calle debe 51 dracmas a quien quiera reclamarla" .
Para hacer frente a la creciente cantidad de desechos generados en los Estados Unidos, se promulgó la Ley de Eliminación de Residuos Sólidos de 1965. En 1976, el gobierno federal modificó la Ley de Eliminación de Residuos Sólidos, creando la Ley de Conservación y Recuperación de Recursos (RCRA), que requiere un enfoque "de la cuna a la tumba" para el manejo adecuado de materiales potencialmente peligrosos. RCRA otorga autoridad a la Agencia de Protección Ambiental (EPA) para regular y hacer cumplir la eliminación adecuada de desechos peligrosos. Muchos países ahora tienen leyes que exigen que los desechos domésticos peligrosos se depositen en un lugar especial en lugar de enviarlos a vertederos con la basura normal. Los desechos domésticos peligrosos incluyen pinturas y solventes, productos químicos, bombillas, luces fluorescentes, latas de aerosol, baterías desechables y productos de jardinería como fertilizantes, pesticidas, herbicidas e insecticidas . Además, los desechos médicos generados en el hogar se consideran desechos peligrosos y deben desecharse adecuadamente.
Posteriormente la generalización de los envases de usar y tirar, fundamentalmente aquellos destinados al consumo fuera del hogar de bebidas, aperitivos y alimentos preparados, agudiza el problema histórico del abandono de residuos. Las auditorías de marcas, realizadas por distintas organizaciones, ponen de manifiesto que gran parte de estas basuras dispersas provienen de los principales productores y distribuidores de productos envasados. Este dato es consistente con la información aportada por la patronal Plastic Europe, según la cual aproximadamente el 40% de todo el plástico producido en Europa se destina a envases, siendo el uso mayoritario del plástico, uno de los materiales más presentes en las basuras dispersas.